# Улица Муканова (Алма-Ата)
Улица Муканова — улица в Алмалинском и Бостандыкском районах города Алма-Ата, проходит с севера на юг между улицами Байзакова и Муратбаева, начинается выше (южнее) проспекта Раимбека (проезда нет) и заканчивается на пересечении с проспектом Абая.

## Структура улицы
Улица начинается в частном секторе южнее (выше) проспекта Райымбека, проезда с проспекта и на проспект нет. Начало расположено рядом с началом улицы Байзакова и рекой Есентай. Далее улица выходит на мост через реку Есентай и дважды пересекает улицу Макатаева, которая в этом прерывается.
Характерная особенность — в южном направлении перед местом начинается небольшой ответвление на восток. Ответвление вместе с самим мостом относится у улице Муканова.
Далее улица пересекает малоизвестную часть улицы Жибек Жолы, улицу Гоголя, улицы Айтеке би и Казыбек би, проспект Толе би, улицы Богенбай батыра, Карасай батыра, Кабанбай батыра, Жамбыла, Шевченко, Курмангазы и завершается на южной стороне развязки с проспектом Абая.
Южнее развязки улица переходит в улицу Байзакова, которая затем переходит в улицу Жандосова. Здесь же находится развязка с улицей Сатпаева.

## История и названия
Небольшой конечный участок улицы между улицей Курмангазы и проспектом Абая является частью исторического Каргалинского шоссе, которое формировалось более 130 лет в 70-х годах 19 века.
Улица Муканова — одна из немногих улиц, переживших 4 и более названий. До 1973 года улица называлась Пограничная, затем Садовая и Строительная.
После улица получила имя классика казахской литературы Сабита Муканова (1900-1973) - классик казахской литературы, поэт, общественный деятель, академик, председатель Союза писателей Казахстана, получивший 10 наград СССР.
В небольшом сквере на пересечении с проспектом Толе би установлен памятник бюст Сабиту Муканову.

## Учреждения и организации
Рядом и вдоль улицы расположены:
- Лицей №24[2];
- Казахский государственный академический театр драмы имени Мухтара Ауэзова.

## Общественный транспорт
- станция метро "Театр имени Мухтара Ауэзова" расположена чуть восточнее пересечения с проспектом Абая
- По Муканову от Гоголя до Карасай батыра ходит автобус №22.
- Много транспорта ходит на пересечениях с магистралями — Гоголя, Толе би, Абая.